# Загородна балка (вулиця)
Вулиця Загородна балка (іноді — Заміська балка) проходить між стадіоном ім.200-річчя Севастополя та вулицею Пожарова. Названа на честь однойменної балки.